# La confessione di Claude
La confessione di Claude (La Confession de Claude) è il primo romanzo di Émile Zola, pubblicato nel 1865.

## Trama
Claude è un poeta ventenne che dalla Provenza si trasferisce a Parigi in cerca di fortuna. Una sera viene chiamato nell'alloggio di una sua vicina, la prostituta Laurence, in preda a una crisi nervosa. Dopo essersi preso cura di lei, ha pietà della sua condizione e ne diviene l'amante, nella speranza di sottrarla alla sua vita dissoluta, ma col tempo se ne innamora, lasciandosi a poco a poco coinvolgere nel degrado morale da cui voleva liberare la donna. Jacques, un amico di Claude che abita nel suo stesso hotel, è fidanzato con Marie, la quale, gravemente malata, muore una sera, accudita da Claude, proprio mentre Laurence si concede a Jacques. Claude vede quanto succede nella camera vicina attraverso le ombre che l'amante e l'amico proiettano sulla casa di fronte. Il giovane si ribella infine, lascia Parigi e torna in Provenza, deciso a ritrovare, in mezzo agli amici di un tempo, la purezza perduta.

## L'opera

### Genesi
Il romanzo prende spunto da una vicenda autobiografica, la relazione intrattenuta per un breve periodo da Zola, nei primi mesi del 1861, con una ragazza di nome Berthe, assieme alla quale lo scrittore convisse in rue Soufflot, nel V arrondissement  parigino. Sulla fugace storia d'amore esistono due testimonianze. La prima è una lettera all'amico Jean-Baptistin Baille, conosciuto durante l'adolescenza ad Aix-en-Provence. Il 10 febbraio 1861 gli rivelava di aver incontrato una ragazza ad un ballo, una giovane bohémienne dai costumi molto liberi. Si lamentava però per la delusione patita; aveva avuto «la folle idea di ricondurre sulla via del bene un'infelice, amandola», ma la convinzione che l'amore «lavasse ogni sporcizia» si era rivelata una vana utopia.
Il 19 novembre 1865, subito dopo la pubblicazione del libro, l'amico Georges Pajot scriveva a Zola, nominando la fanciulla e riconoscendo ne La Confession de Claude «la vita frenetica dei nostri vent'anni; mi sono ritrovato in mezzo a quell'esistenza, a quei fatti dolorosi quae ipse miserrima vidi et quorum magna pars fui».
Il grosso dell'opera fu scritto tra il 1862 e il 1863 quando il manoscritto venne abbandonato, perché l'autore era sommerso dall'attività giornalistica e si occupò inoltre nel 1864 di far pubblicare da Albert Lacroix il suo primo libro, una raccolta di nove racconti intitolata Contes à Ninon. Il relativo successo, coronato da critiche complessivamente positive e da ottime vendite, lo incoraggiò a riprendere in mano un testo di più ampio respiro. Vi lavorò dal principio del 1865 sino a fine luglio o inizio agosto. Il 24 settembre 1865 poteva scrivere ad Antony Valabrègue, suo amico di Aix: «Ho fatto un romanzo, ho fatto una commedia, ho fatto qualche dozzina di articoli». L'editore fu lo stesso dei Contes; Zola firmò il 16 ottobre con Lacroix un contratto piuttosto vantaggioso per lo scrittore. Le 1500 copie apparvero in libreria a novembre.
Il romanzo è dedicato a Paul Cézanne e Jean-Baptistin Baille, grandi amici dell'autore, che li ha conosciuti durante l'adolescenza ad Aix-en-Provence, quando tutti e tre frequentavano il Collège Bourbon.

### Accoglienza
Zola, che già aveva abilmente pubblicizzato il suo libro d'esordio, avvalendosi della fitta rete di relazioni intessuta grazie al suo lavoro da Hachette, fece lo stesso con La Confession de Claude, inviando il libro a tutti i più influenti critici letterari. L'opera fece un certo scalpore, dividendo la critica. Una parte diede un giudizio positivo, ma molti si scagliarono contro l'immoralità del romanzo. Su questo secondo versante si schierarono il repubblicano Louis Ulbach e il celebre scrittore cattolico Jules Barbey d'Aurevilly, con il quale ci fu un violento botta e risposta a partire dal 30 dicembre.
Appena avvenuta la pubblicazione, i timori dell'editore, secondo il quale il libro era troppo immorale, si rivelarono fondati. La polizia, che già seguiva da vicino Zola per la sua partecipazione alle conferenze della rue de la Paix e per la collaborazione a Le Travail, giornale di sinistra soppresso nel 1862, indagò e prese informazioni sull'autore. Lo definì, esagerando largamente, ancora intimo di coloro che avevano redatto nel 1862 La Revue du progrès, altro foglio antigovernativo. Anche per quanto riguarda Le Travail, in realtà, Zola vi aveva fatto apparire solo alcuni stralci del poemetto giovanile Rodolpho.
Il ministero della Giustizia, inoltre, incaricò il procuratore imperiale Chabanacy de Marnas di stilare un rapporto su La Confession de Claude, per stabilire se recasse offesa alla morale pubblica. Benché il procuratore censurasse il cattivo gusto di molte immagini e l'impurità del linguaggio, affermando che Zola «ha dimenticato che non è insozzando l'immaginazione dei giovani che bisogna provare a epurarne il cuore», dichiarò il libro non immorale, perché «l'autore si è proposto di suscitare il disgusto della gioventù nei riguardi di quelle relazioni impure in cui si lascia trascinare sulla scorta dei poeti che hanno idealizzato gli amori della bohème». Il romanzo non fu quindi ritirato dalle librerie. Le vendite furono però scarse.
Lo stesso Zola ne mise in risalto le lacune, in una missiva dell'8 gennaio 1866 ad Antony Valabrègue, concludendo tuttavia con soddisfazione: «Ma oggi sono conosciuto, mi temono e mi ingiuriano; oggi rientro tra gli scrittori di cui si leggono le opere con timore».

### Modelli letterari e analisi critica
Nel romanzo, accanto alla traccia autobiografica, sono riconoscibili anche ispirazioni letterarie. Negli anni in cui cominciò a lavorare a La Confession de Claude (1862-1863), scrivendone già, probabilmente, una versione più o meno compiuta, Zola riconosceva in Alfred de Musset e Henri Murger due importanti modelli, due scrittori romantici la cui presenza è evidente nel libro. In particolare, Zola aveva in mente, del primo, La confessione di un figlio del secolo (rievocata anche nel titolo) e la raccolta poetica Rolla, del secondo le Scene della vita di Bohème. La rappresentazione degli amori della bohème rimanda anche a celebri opere quali il dramma Marion Delorme, di Victor Hugo, e il romanzo La signora delle camelie, di Alexandre Dumas figlio. Al tempo stesso, però, La Confession de Claude si apre alla corrente positivista, la cui estetica Zola andava traducendo tra il 1864 e il 1865, con le riflessioni sui giornali, nel suo corrispettivo letterario.
L'autore volle proprio rielaborare il libro in senso naturalista, o proto-naturalista, perché se ancora non esisteva un movimento naturalista, le basi ne erano già state gettate con i romanzi dei fratelli Edmond e Jules de Goncourt e con le opere di Hippolyte Taine, lodate senza riserve da Zola nel periodo in cui La Confession de Claude andava in stampa. Nelle righe pubblicitarie redatte per comparire sui giornali, Zola così descrisse il romanzo: «È uno studio psicologico e fisiologico, uno studio di sangue e di lacrime, che ha l'alta e pura moralità della caduta e della redenzione». La parola "fisiologico" ricorreva spesso in quegli anni negli articoli zoliani che fungono da manifesto proto-naturalista, e tradisce una stretta parentela con la Physiologie des écrivains et des artistes di Émile Deschanel, scrittore positivista che Zola aveva conosciuto personalmente ai tempi delle conferenze della Rue de la Paix o quantomeno entro il 1864.
Da un lato quindi resiste ne La Confession de Claude l'impostazione originaria, quella ancora romantica del lirismo alla de Musset, del coinvolgimento emotivo dell'autore, ma dall'altro lo scrittore tende ad analizzare con distacco la materia trattata. Soprattutto, Zola non idealizza gli amori della bohème, ma usa Marion Delorme e La signora delle camelie come rimandi polemici, sancendo l'impossibilità della redenzione per una donna vissuta da sempre in un ambiente degradato.
Sin da quest'opera ibrida si ravvisano molti temi dello Zola maggiore, dal triangolo amoroso all'analisi del fallimento e della caduta, che avranno nei romanzi successivi una portata drammatica molto superiore. Secondo Henri Troyat il romanzo non mostra «ancora un realismo ferreo e sanguinante, ma un timido approccio a questo genere letterario».